# Иванов, Валерий Иванович (латвийский футболист)
Вале́рий Ива́нович Ивано́в (латыш. Valērijs Ivanovs; 23 февраля 1970) — советский и латвийский футболист, защитник и полузащитник. После окончания карьеры принял российское гражданство.

## Карьера

### Клубная
Свою карьеру начал в 1988 году в елгавском «РАФе», где играл до 1993 года, когда перешёл в «Хельсингборг». В Швеции провёл неполных два сезона, после чего вернулся в Латвию, где стал играть за «Сконто». В 1998 году уехал в Россию, где играл до окончания карьеры в 2002 году, не считая небольшой отрезок времени, проведённый в Болгарии.

### В сборной
С 1992 по 2001 годы играл в сборной Латвии, в эти годы был рекордсменом команды по количеству проведённых игр.

## Достижения
- Чемпион Латвийской ССР: 1988, 1989.
- Чемпион Латвии: 1995, 1996, 1997.
- Обладатель Кубка Латвии: 1988, 1993, 1995, 1997.